# Paso Subercaseaux
Paso Subercaseaux (spanisch) ist eine Meerenge westlich der Danco-Küste des Grahamlands auf der Antarktischen Halbinsel. Sie verbindet zwischen der Lautaro-Insel im Norden und dem San Eladio Point der Bryde-Insel im Süden die Gerlache-Straße im Westen mit dem Lientur-Kanal im Osten.
Chilenische Wissenschaftler benannten sie nach dem Schriftsteller Benjamín Subercaseaux (1902–1973), einem Teilnehmer der 7. Chilenische Antarktisexpedition (1952–1953) auf dem Forschungsschiff Maipo.